# Kokosöarnas flygplats
Kokosöarnas flygplats eller Cocos (Kelling) Islands Airport (IATA: CCK, ICAO: YPCC) är en flygplats på Kokosöarna (Australien) i Indiska Oceanen. Den ligger på ön West Island, 3 meter över havet.